# 莫龙 (海地)
莫龙（法語：Moron，發音：[mɔʁɔ̃] ⓘ）是海地格朗当斯省熱雷米區的市镇，总面积182.9平方千米，2015年人口31157。